# 덴마크의 루이세 샤를로테
덴마크의 루이세 샤를로테(Louise Charlotte af Danmark, 1789년 10월 30일 ~ 1864년 3월 28일)는 덴마크 국왕 크리스티안 8세의 여동생이다. 그녀의 딸 루이세는 크리스티안 9세와 결혼해 덴마크의 왕비가 되었다.

## 생애
1789년 덴마크 국왕 프레데리크 5세의 셋째아들 프레데리크와 메클렌부르크-슈베린의 공녀 조피 프리데리케 사이에서 태어났다. 1810년 11월 10일, 아말리엔보르 성에서 헤센카셀 방백 빌헬름과 결혼했다. 1851년 7월 18일 사위 글뤽스부르크 공자 크리스티안(훗날의 크리스티안 9세)을 위해 자신 및 아들의 왕위계승권을 포기했다.

## 자녀
남편 빌헬름과의 사이에서 1남 5녀를 두었다. 
- 카롤리네(1811~1829)
- 마리(1814~1895)
- 루이세(1817~1898) 크리스티안 9세의 왕비
- 프리드리히 빌헬름(1820~1884)
- 아우구스테(1823~1899)
- 조피 빌헬미네(1827)